# 特里·比森
特里·巴兰坦·比森（英語：Terry Ballantine Bisson，1942年2月12日—2024年1月10日）是美国一位科幻小说和奇幻小说作家。他的著名作品包括短篇小说《熊发现火》和《他们是肉造的》等，其中前者为他赢得了1991年的星云奖最佳短篇小说奖和1995年的雨果奖最佳短篇小说奖。

## 个人简历
特里·巴兰坦·比森于1942年2月12日出生在美国肯塔基州的麦迪逊维尔，成长于肯塔基州的另一个城市——欧文斯伯勒。
1961年，当特里·比森还是爱荷华州格林内尔学院的学生时，他成为古巴导弹危机期间前往华盛顿特区支持时任美国总统约翰·肯尼迪“和平竞争（Peace Race）”倡议的12名学生之一。肯尼迪总统邀请他们进入白宫，这是抗议者首次得到如此认可；学生们与时任总统国家安全事务助理麦乔治·邦迪面谈了数个小时。这次活动得到了美国媒体的广泛报道，被认为是学生和平运动的开始。
从格林内尔学院毕业后，特里·比森前往路易斯维尔大学就读并与1964年在这里毕业。此后的40年间，他断断续续地居住在纽约市并最终于2002年搬家至加利福尼亚州的奥克兰。他自认为是“新左翼”。
在1985年到1990年期间，特里·比森与朱迪·詹森（Judy Jensen）合伙经营了一家名为“雅各宾图书（Jacobin Books）”的书店。这家书店开创性地提供了图书邮购服务。

### 个人生活
特里·比森结婚过三次。他第一次婚姻的妻子是迪尔德丽·霍尔斯特（Deirdre Holst），他们之间拥有3个孩子；而他的第二任妻子是玛丽·科里（Mary Corey），他们之间没有孩子；他的第三任妻子则是他曾经的合伙人朱迪·詹森（Judy Jensen），他们之间拥有1个女儿，同时朱迪还另外有2个孩子。
特里·比森于2024年1月10日逝世，享年81岁。

## 延伸阅读
- 迈克尔·斯万维克（英语：Michael Swanwick）. . MichaelSwanwick.com.   [2024-01-26]. （原始内容存档于2004-10-19） （英语）.
- . Infinity Plus.   [2024-01-26]. （原始内容存档于2023-12-02） （英语）.
- . 轨迹（英语：Locus (magazine)） (轨迹出版社). 2000-09  [2024-01-26]. ISSN 0047-4959. （原始内容存档于2022-12-07） （英语）.